# Aporum lobatum
Aporum lobatum é uma espécie de orquídea epífita de hábito pendente e flores pequenas, que habita o oeste da Malásia.